# The Book of Law
The Book of Law je první studiové album amerického hudebníka Lawrence Rothmana. Vydáno bylo 13. října roku 2017 společnostmi Downtown Records a Interscope Records. Kromě Rothmana se na produkci desky podíleli Justin Raisen a Yves Rothman. Dále na nahrávku přispěli například Angel Olsen, Duff McKagan a Kristin Kontrol. Rothman uvedl, že během příprav alba napsal více než sto písní.

## Seznam skladeb
1. Descend
2. Wolves Still Cry
3. Shout
4. Stand By
5. Jordan
6. Greek
7. Your Kiss Tastes Like Dope
8. Ascend
9. Die Daily
10. Walking My Tears Across Manhattan
11. California Paranoia
12. Ain't Afraid of Dying